# Venera 7
Venera 7 (ryska: Венера-7) var en sovjetisk rymdsond som var en del av Veneraserien av rymdsonder till Venus. När den landade på ytan blev Venera 7 den första rymdsond skapad av människan som framgångsrikt landat på en annan planet och sänt tillbaka information till jorden.
Venera 7 gick in i Venus atmosfär den 15 december 1970 och landade på planeten vid 05:34:10 UTC samma dag. Landningskoordinaterna var 5° S, 351° V.
Kapselantennen fälldes ut och signaler sändes medan den gick genom atmosfären i 35 minuter. Ytterligare 23 minuter av mycket svaga signaler sändes från rymdsonden efter att den hade nått ytan. De svaga signalerna berodde troligtvis på att rymdsonden studsade vid landningen och landade på sidan så att huvudantennen inte pekade åt korrekt håll för en stark överföring till jorden.
Den sände tillbaka viktiga data som dittills varit okända, bland annat en yttemperatur på 475 °C.

### Fotnoter
1. ↑  ”NASA Space Science Data Coordinated Archive” (på engelska). NASA. https://nssdc.gsfc.nasa.gov/nmc/spacecraft/display.action?id=1970-060A. Läst 26 mars 2020.